# これが僕の愉快なヒューマンライフ
『これが僕の愉快なヒューマンライフ』（これがぼくのゆかいなヒューマンライフ）は、日本のシンガーソングライター・寺岡呼人の5枚目のシングル。1996年2月21日にトイズファクトリーより発売された。

## リリース・音楽性
通常盤のみの1形態での発売。前作『12月のメリーゴーランド』より約3か月半ぶりのリリースとなる。前年に発売したオリジナルアルバム『GOLDEN CIRCLE』からのシングルカット。
表題曲「これが僕の愉快なヒューマンライフ」は、Mr.Childrenの桜井和寿が作詞を担当。前作「12月のメリーゴーランド」に続いて寺岡呼人と桜井の共作となった。「innocent world」以降、桜井は「“ただ歌を書く”というよだけとも違う“自分の歌を書く”」というような意識になっていたといい、「“自分の歌”というのは、まっすぐでピュアな気持ちだけじゃない、ゴロゴロっとした心の有りようというか、社会に出て揉まれて、それまで経験しなかったことも経験し始めたからこその気分というか、ちょうど、そんな歌を書きたいなぁと思い始めた時期だった」と語っている。そのような「自分のスタイル」を、本楽曲の歌詞を書けたことで「ちゃんと自分で“見えた”」気がした、と当時を振り返っている。桜井は両親の実家がある山形で本楽曲の歌詞を書いたという。寺岡は「すごくクールに前向き」な歌詞であると語っている。

## 収録曲
- 全作曲・プロデュース：寺岡呼人 / コ・プロデュース：飯尾芳史

1. これが僕の愉快なヒューマンライフ [3:21]
  - 作詞：桜井和寿 / 編曲：寺岡呼人

テレビ東京系列局クイズ番組『クイズ赤恥青恥』エンディングテーマ[1]。
2. SMILE A GO GO! [3:01]
  - 作詞：かまやつひろし / 編曲：寺岡呼人・かまやつひろし

アルバム『GOLDEN CIRCLE』収録曲。
3. これが僕の愉快なヒューマンライフ (instrumental) [3:21]

## 参加ミュージシャン
- 藤井謙二：E. Guitar (#1, #2), A. Guitar (#1), Back Ground Vocal (#2)
- ムッシュかまやつ：E. Guitar (#2), Back Ground Vocal (#2)
- 美久月千晴：E. Bass (#1, #2)
- 小島徹也：Drums (#1, #2)
- 三沢またろう：Percussion (#1)
- 寺岡呼人：Back Ground Vocal (#1, #2)

## 収録アルバム
- 『GOLDEN CIRCLE』 (#1, #2)
- 『Love/Life THE BEST OF YOHITO TERAOKA』 (#1)

## カバー
これが僕の愉快なヒューマンライフ
- 桜井和寿（2015年6月28日） - 自身が所属するユニット・ウカスカジーのライブ『MIFA Football Park 1st anniversary party』内での自身のソロコーナーにてセルフカバー。TRICERATOPSの和田唱も参加した。